# Robert Musil
Robert Musil (Klagenfurt, 6 november 1880 — Genève, 15 april 1942) was een experimenteel Oostenrijks schrijver en grondlegger van het essayisme.

## Leven
Robert Musil heette door zijn adellijke afkomst tot 1919 Robert von Musil. Zijn vader was een ingenieur, die, toen zijn zoon tien jaar was, professor in de machinebouw aan de Technische Hogeschool van Brno (Brünn) werd. Daar ging de jonge Musil naar de Realschule, maar in 1892 bezocht hij te Eisenstadt de militaire school, en twee jaar later te Hranice na Moravě (Mährisch-Weißkirchen). Gedurende één jaar vatte hij een militaire opleiding in Wenen aan, maar hij besloot in 1898 voor ingenieur te studeren. Na voltooiing van zijn studies was hij vrijwillige infanterist voor de Donaumonarchie, waarna hij in 1902 korte tijd assisteerde aan de Technische Hogeschool van Stuttgart. Hij had een vijf jaar durende relatie met Herma Dietz, tot 1907. In Berlijn studeerde hij vervolgens psychologie, filosofie en wiskunde, en promoveerde met een studie omtrent Ernst Mach in 1908. Hij huwde in 1911 met de schilderes Martha Marcovaldi, die joods was (Musil had zich echter tot het protestantisme bekeerd). Hij bleef tot de Eerste Wereldoorlog in Berlijn wonen, waar hij als bibliothecaris werkte, en belandde in de vroege jaren 1920 op het Ministerie van Defensie. Tijdens de oorlog werd hij in Zuid-Tirol tot kapitein bevorderd. Na 1923 leefde hij uitsluitend van de pen, wat hem dikwijls zwaar viel. Musil leefde grotendeels van giften, onder andere van de uitgeverij Rowohlt. Na de Anschluss in 1938 werden Musils boeken in het Duitse Rijk verboden, en hij emigreerde. Hij stierf tijdens de Tweede Wereldoorlog in ballingschap in Zwitserland, verpauperd en onbekend. De hernieuwde publicatie in 1952 van zijn monumentale, nooit voltooide roman Der Mann ohne Eigenschaften (in het Nederlands vertaald als De man zonder eigenschappen) maakte hem postuum wereldberoemd.

## Werk

### Taal en werk
Musil was vertrouwd met het fenomeen van de taalcrisis: de rond de eeuwwisseling heersende overtuiging dat de mogelijkheden van de taal waren uitgeput. Als mathematicus en ingenieur was zijn reactie hierop een nieuw soort vertelstijl, die hij het „essayisme“ noemde: met behulp van pseudo-wetenschappelijke omschrijvingen en zakelijke uitweidingen vlakt hij de grens tussen verhalend proza en filosofisch traktaat uit, wat het geheel een hoogst ironisch effect verleent. Zijn eerste boek, Die Verwirrungen des Zöglings Törleß, is een op zijn eigen jeugdervaringen gebaseerde evaluatie van de puberteit, waarbij seksualiteit als psychologisch proces ontleed wordt in wetenschappelijk-technologische termen. Zijn korte verhalen tonen eenzelfde experiment met een instabiel vertelperspectief en het ter discussie stellen van wat er geschreven staat.

### Der Mann ohne Eigenschaften
Musils bekendste werk is Der Mann ohne Eigenschaften (1930-1932). Aan deze monumentale roman schreef hij twintig jaar lang, zonder het werk af te werken. Het is een gigantische, allesincorporerende schildering van het verval van de burgerlijke cultuur van het laat-Habsburgse Oostenrijk-Hongarije. Ulrich, de „man zonder eigenschappen“, wordt als een willekeurig personage in een willekeurige werkelijkheid voorgesteld. De vooronderstelling dat er een andere werkelijkheid is, is voor Musil de dimensie van het mystieke: in weerwil van de gepretendeerde wetenschappelijk overkomende accuraatheid, slaagt de auteur als instantie er niet in de ervaringen van de personages werkelijk te bevatten: er is steeds de mogelijkheid dat er iets anders gebeurt dan wat geschreven wordt. De roman heeft een satirisch karakter doordat hij zichzelf voortdurend onderuit haalt.
Het essayistische experiment van Musil wordt met Joyce en Proust vergeleken: zijn proza reikt verder dan het verhaal (dat ondergeschikt is, of op zijn best een speeltje); Musil analyseert de wereld 'an sich' en benut de mogelijkheden in stijlregisters en vormtaal — en laat alles uiteindelijk, zoals de werkelijkheid, volledig open. Musils werk behoort niet tot het toegankelijkste uit de wereldliteratuur, wat niet wegnam dat Der Mann ohne Eigenschaften in Duitsland tot grootste Duitse roman van de twintigste eeuw werd uitgeroepen. Het boek werd in 2002 opgenomen in de lijst van beste 100 boeken uit de wereldliteratuur, samengesteld door de gezamenlijke Noorse boekenclubs en de Zweedse Academie.

## Werken
- 1906 Die Verwirrungen des Zöglings Törleß (vertaald door Frank Diamand als De ervaringen van de jonge Törless, Meulenhoff, 1968; hervertaald door Jan Sietsma als De verwarring van een jonge Törless, Koppernik, 2024)
- 1908 Beitrag zur Beurteilung der Lehren Machs (dissertatie)
- 1911 Vereinigungen (vertellingen: Die Vollendung der Liebe, Die Versuchung der stillen Veronika)
- 1918 Skizze der Erkenntnis des Dichters (verhandeling)
- 1921 Die Schwärmer (toneel)
- 1924 Vinzenz und die Freundin bedeutender Männer (toneel)
- 1924 Drei Frauen (novellen: Grigia, Die Portugiesin, Tonka)
- 1930-32 Der Mann ohne Eigenschaften, eerste twee delen
- 1936 Nachlaß zu Lebzeiten (verhalenbundel)
- 1952 Der Mann ohne Eigenschaften, postuum aangevuld met onafgewerkte hoofdstukken

- Bibsys: 90081788
- Biblioteca Nacional de Chile: 000042323
- Biblioteca Nacional de España: XX1721520
- Bibliothèque nationale de France: cb12158156g (data)
- Catàleg d'autoritats de noms i títols de Catalunya: 981058521460906706
- CiNii: DA00827717
- Digitale Bibliotheek voor de Nederlandse Letteren: musi003
- Gemeinsame Normdatei: 118585916
- Historisch woordenboek van Zwitserland: 012180
- International Standard Name Identifier: 0000 0001 2131 0479
- Library of Congress Control Number: n50027651
- Nationale Bibliotheek van Letland: 000001845
- MusicBrainz: c756d94e-2bc2-4570-b361-d99d73c6cb4d
- Bibliotheek van het Japanse parlement: 00450894
- Nationale Bibliotheek van Tsjechië: jk01082522
- Nationale bibliotheek van Australië: 35370705
- Nationale Bibliotheek van Israël: 987007265601405171
- Nationale Bibliotheek van Polen: a0000001223825
- Nationale en Universitaire bibliotheek Zagreb: 000069674
- Nederlandse Thesaurus van Auteursnamen: 068459173
- Istituto Centrale per il Catalogo Unico: CFIV017321
- LIBRIS: 208835
- SNAC: w6dp2v9k
- Système universitaire de documentation: 030097118
- Trove: 928885
- Virtual International Authority File: 46799598
- WorldCat: E39PBJh4yt9BkJBTtWYgQHtVG3